# او سوپراستار نیست
او سوپراستار نیست 
(به تلوگویی: Jagadeka Veerudu Athiloka Sundari) فیلمی محصول سال ۱۹۹۰ و به کارگردانی کی. راگاوندرا رائو است. در این فیلم بازیگرانی همچون سری دوی، چیرانجیوی، آمریش پوری ایفای نقش کرده‌اند.